# Kaldrananes
Kaldrananes (is. Kaldrananeshreppur) è un comune islandese della regione di Vestfirðir.